# Hispano-árabe
El hispano-árabe o hispanoárabe es una raza de caballo española originaria del cruce de caballos árabes con andaluces.

## Historia
El hispano-árabe se ha criado en Andalucía desde aproximadamente el siglo XIX. El estándar de raza actual se publicó en 2002 y se modificó en 2005. Desde 2008, el registro genealógico de la raza lo lleva la Unión Española de Ganaderos de Pura Raza Hispano-Árabe (UEGHá). A finales de 2010 estaban censados 5.835 caballos, de los cuales aproximadamente el 60% se encontraban en Andalucía. La raza está considerada "Raza Autóctona en Peligro de Extinción". 
Los caballos hispanoárabes pueden registrarse también en la Andalusian Horse Association of Australasia (Asociación Andaluza del Caballo de Australasia) y en la British Association for the Pura Raza Hispano-Árabe (Asociación Británica para la Pura Raza Hispano-Árabe).

## Características
El caballo hispano-árabe es proporcionado, de silueta esbelta y movimientos ligeros. Debido sus orígenes, existe una variación considerable en la apariencia, lo que sin embargo no constituye en sí mismo un motivo de descalificación del registro. Suele ser gris o de color oscuro.: 472  : 472 
Los machos tienen de media una altura a la cruz de 158 cm y un peso de 450 kg; las hembras tienen una altura media de 155 cm y un peso de 400 kg.

## Usos
El hispano-árabe es un caballo de silla, apto para deportes ecuestres como acoso y derribo, salto, doma, cross-country, resistencia y TREC; como caballo de trabajo se utiliza en doma vaquera y pastoreo, su uso tradicional; y para trekking y deportes grupales.